# Preben Neergaard
Preben de Neergaard (f. Rathsack den 2. maj 1920 i Farum, død 22. juli 1990 i Charlottenlund) var dansk skuespiller og instruktør, kendt fra en række danske film, tv- og teaterproduktioner.
Preben Neergaard var søn af kabaretstjernen Ulla Rathsack de Neergaard og bankrevisor Erik Rathsack. Han blev student i 1939, hvorefter hans skuespilkarriere tog afsæt i læretid på Det kongelige Teaters elevskole 1940-1943 og herefter ansættelse ved teatret til 1947 og igen 1952-1957. I 1950'erne optrådte han også på Apollo Teatret og Det ny Scala.
I sine senere år blev han også kendt for fine roller i forskellige tv-spil.
Privat var Preben Neergaard gift seks gange, bl.a. med skuespilleren Birgitte Reimer.
Han var Ridder af Dannebrog.
Han døde i 1990 og er begravet på Ordrup Kirkegård.

## Filmografi
- Ungdommens rus – 1943
- Vredens dag – 1943
- Teatertosset – 1944
- Elly Petersen – 1944
- De røde enge – 1945
- Diskret ophold – 1946
- Ditte Menneskebarn – 1946
- Far betaler – 1946
- De pokkers unger – 1947
- Familien Swedenhielm – 1947
- Mani – 1947
- Kristinus Bergman – 1948
- Støt står den danske sømand – 1948
- Det hændte i København – 1949
- Susanne – 1950
- Historien om Hjortholm – 1950
- Fodboldpræsten – 1951
- Dorte – 1951
- Kriminalsagen Tove Andersen – 1953
- Solstik – 1953
- Far til fire i sneen – 1954
- Hvad vil De ha'? – 1956
- Lån mig din kone – 1957
- Pigen i søgelyset – 1959
- Paw – 1959
- Gymnasiepigen – 1960
- Den sidste vinter – 1960
- Den hvide hingst – 1961
- Hvad med os? – 1963
- Slottet – 1964
- Fem mand og Rosa – 1964
- Mennesker mødes og sød musik opstår i hjertet – 1967
- Dage i min fars hus – 1968
- Manden der tænkte ting – 1969
- Mordskab – 1969
- Kun sandheden – 1975
- Hør, var der ikke en som lo? – 1978
- Suzanne og Leonard – 1984
- Peter von Scholten – 1987

### Stemmearbejde
- Aristocats - 1972 (Søren Pilmark lagde stemme til 1994-udgaven)
- Robin Hood (film fra 1973) - Hanen (Troubaduren)
- Den lille havfrue (film fra 1989) - Kong Triton